# Michael Andersen
Michael Dahl Andersen (Copenaghen, 29 gennaio 1974) è un ex cestista danese.
È alto 213 cm e giocava nel ruolo di centro.

## Palmarès
- Coppa di Polonia: 1

Prokom Sopot: 2006